# Бзенице
Бзенице је село у општини Александровац у Расинском округу. Према попису из 2022. има 208 становника (према попису из 2011. било је 282 становника).
Село Бзенице има више засеока (Бонџићи, Богдановићи, Луковићи, Чолићи), а географски овом селу припада и Митрово Поље познато по одмаралишту Црвеног крста и отвореном базену са термалном водом. Кроз атар Бзеница протиче и река Расина у коју утиче речица Загрижа.

## Демографија
У насељу Бзенице живи 343 пунолетна становника, а просечна старост становништва износи 42,9 година (42,1 код мушкараца и 43,6 код жена). У насељу има 131 домаћинство, а просечан број чланова по домаћинству је 3,21.
Ово насеље је у потпуности насељено Србима (према попису из 2002. године), а у последњих пет пописа, примећен је пад у броју становника.
|  |

| Демографија | Демографија | Демографија |
| Година      | Становника  | Становника  |
| ----------- | ----------- | ----------- |
| 1948.       | 958         |             |
| 1953.       | 1.019       |             |
| 1961.       | 1.005       |             |
| 1971.       | 723         |             |
| 1981.       | 588         |             |
| 1991.       | 432         | 430         |
| 2002.       | 421         | 434         |
| 2011.       | 282         |             |
| 2022.       | 208         |             |

| Етнички састав према попису из 2002.‍ | Етнички састав према попису из 2002.‍ | Етнички састав према попису из 2002.‍ | Етнички састав према попису из 2002.‍ | Етнички састав према попису из 2002.‍ |
| ------------------------------------ | ------------------------------------ | ------------------------------------ | ------------------------------------ | ------------------------------------ |
|                                      |                                      |                                      |                                      |                                      |
| Срби                                 | Срби                                 |                                      | 421                                  | 100,0%                               |
| непознато                            | непознато                            |                                      | 0                                    | 0,0%                                 |

| Година пописа     | 1948. | 1953. | 1961. | 1971. | 1981. | 1991. | 2002. |
| ----------------- | ----- | ----- | ----- | ----- | ----- | ----- | ----- |
| Број домаћинстава | 143   | 146   | 166   | 158   | 146   | 123   | 131   |

| Број чланова      | 1  | 2  | 3  | 4  | 5  | 6  | 7 | 8 | 9 | 10 и више | Просек |
| ----------------- | -- | -- | -- | -- | -- | -- | - | - | - | --------- | ------ |
| Број домаћинстава | 23 | 42 | 20 | 14 | 10 | 10 | 9 | 2 | 1 | 0         | 3,21   |

| Пол    | Укупно | Неожењен/Неудата | Ожењен/Удата | Удовац/Удовица | Разведен/Разведена | Непознато |
| ------ | ------ | ---------------- | ------------ | -------------- | ------------------ | --------- |
| Мушки  | 175    | 43               | 118          | 13             | 1                  | 0         |
| Женски | 184    | 28               | 118          | 36             | 2                  | 0         |
| УКУПНО | 359    | 71               | 236          | 49             | 3                  | 0         |

| Пол    | Укупно                    | Пољопривреда, лов и шумарство | Рибарство                            | Вађење руде и камена | Прерађивачка индустрија       |
| ------ | ------------------------- | ----------------------------- | ------------------------------------ | -------------------- | ----------------------------- |
| Мушки  | 94                        | 39                            | 0                                    | 0                    | 16                            |
| Женски | 91                        | 69                            | 0                                    | 0                    | 4                             |
| УКУПНО | 185                       | 108                           | 0                                    | 0                    | 20                            |
| Пол    | Производња и снабдевање   | Грађевинарство                | Трговина                             | Хотели и ресторани   | Саобраћај, складиштење и везе |
| Мушки  | 0                         | 14                            | 4                                    | 6                    | 6                             |
| Женски | 0                         | 0                             | 1                                    | 7                    | 0                             |
| УКУПНО | 0                         | 14                            | 5                                    | 13                   | 6                             |
| Пол    | Финансијско посредовање   | Некретнине                    | Државна управа и одбрана             | Образовање           | Здравствени и социјални рад   |
| Мушки  | 0                         | 8                             | 0                                    | 1                    | 0                             |
| Женски | 0                         | 0                             | 6                                    | 2                    | 1                             |
| УКУПНО | 0                         | 8                             | 6                                    | 3                    | 1                             |
| Пол    | Остале услужне активности | Приватна домаћинства          | Екстериторијалне организације и тела | Непознато            | Непознато                     |
| Мушки  | 0                         | 0                             | 0                                    | 0                    | 0                             |
| Женски | 1                         | 0                             | 0                                    | 0                    | 0                             |
| УКУПНО | 1                         | 0                             | 0                                    | 0                    | 0                             |